# Армія Республіки Сербської
А́рмія Респу́бліки Се́рбської або Ві́йсько Респу́бліки Се́рбської, ВРС (серб. Војска Републике Српске, босн. і хорв. Vojska Republike Srpske), іноді ще Армія боснійських сербів — колишні збройні сили самопроголошеної Республіки Сербської, яка спочатку називалася «Сербська Республіка Боснії і Герцеговини» та існувала у межах міжнародно визнаної території суверенної Республіки Боснії і Герцеговини. Засновані 1992 року, реорганізовані — 2001.
2003 року армія почала інтегруватися у Збройні сили Боснії і Герцеговини. У 2005 році один повністю інтегрований підрозділ сербів, боснійців і хорватів було розгорнуто в Іраку для посилення очолюваної Сполученими Штатами коаліції військ. 6 червня 2006 року армія завершила входження у Збройні сили Боснії і Герцеговини, які перебувають у віданні Міністерства оборони Боснії і Герцеговини.

## Історія

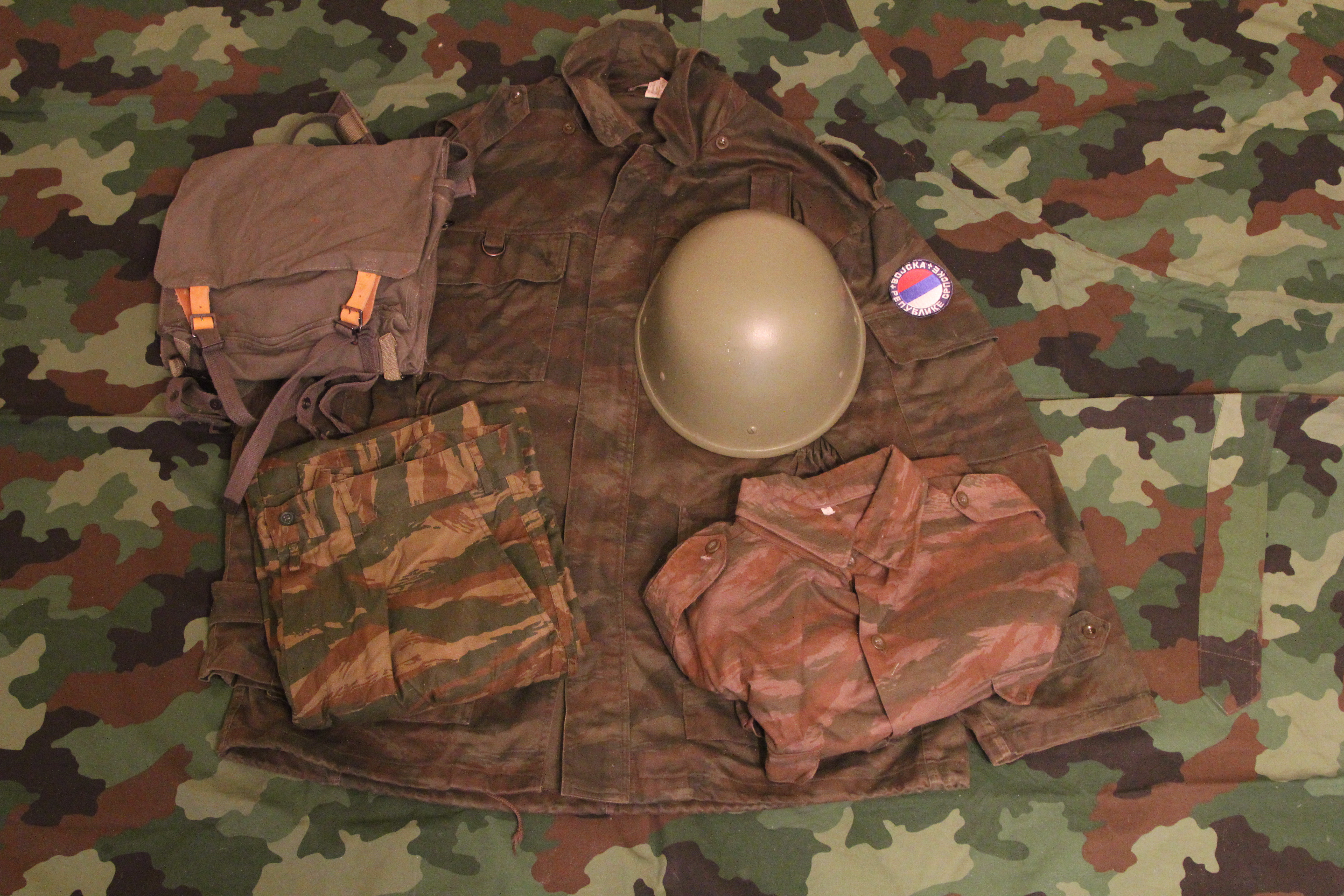
Однострій ВРС

Армію Республіки Сербської створено 12 травня 1992 року із залишків Югославської Народної Армії колишньої Соціалістичної Федеративної Республіки Югославії, від якої в тому самому році відокремилася Соціалістична Республіка Боснія і Герцеговина. Коли спалахнула Боснійська війна, то ЮНА офіційно розпустила 80 000 військовослужбовців, які були за етнічною належністю боснійськими сербами. Ці війська, яким було дозволено зберегти своє важке озброєння, лягли в основу новоствореної армії Республіки Сербської. Приміром, Перший корпус Країни Збройних Сил Республіки Сербської успадкував інфраструктуру і бойові засоби П'ятого корпусу Югославської Народної Армії. Для участі у бойових діях під час Боснійської війни за умов майже повної комплектації православними військовослужбовцями-сербами та призовниками з Боснії і Герцеговини ВРС також вдавалося до послуг близько 4000 іноземних православних добровольців. Із них 1000—1500 прибули з Росії та Болгарії, а 700 добровольців походили конкретно з Росії. На боці Республіки Сербської також добровільно воювали 100 греків, утворивши Грецьку добровольчу гвардію, яка нібито причетна до Сребреницької різанини.
Військове керівництво ВРС під час війни очолював генерал Ратко Младич, над яким відбувся суд у МТКЮ за звинуваченням у геноциді боснійських мусульман, у чому звинувачуються і інші воєначальники боснійських сербів. Младича було заарештовано в Сербії 26 травня 2011, а 8 червня 2021 остаточно засуджено на довічне ув'язнення.

## Спеціальні підрозділи
- Спеціальна бригада Гвардія «Пантери» (серб. Специјална бригада Гарда Пантери), Східнобоснійський корпус
- «Вовки з Дріни» (серб. Вукови са Дрине), Дрінський корпус
- Спецпідрозділ «МАНДО» (серб. Специјална Јединица "МАНДО"), Східнобоснійський корпус
- Спецпідрозділ «ОСМАЦІ» (серб. Специјална Јединица "ОСМАЦИ"), Дрінський корпус
- Сербська гвардія «Іліджа» (серб. Српска Гарда Илиџа), Сараєвсько-Романійський корпус
- «Білі вовки» (серб. Бели Вукови)

## Устрій

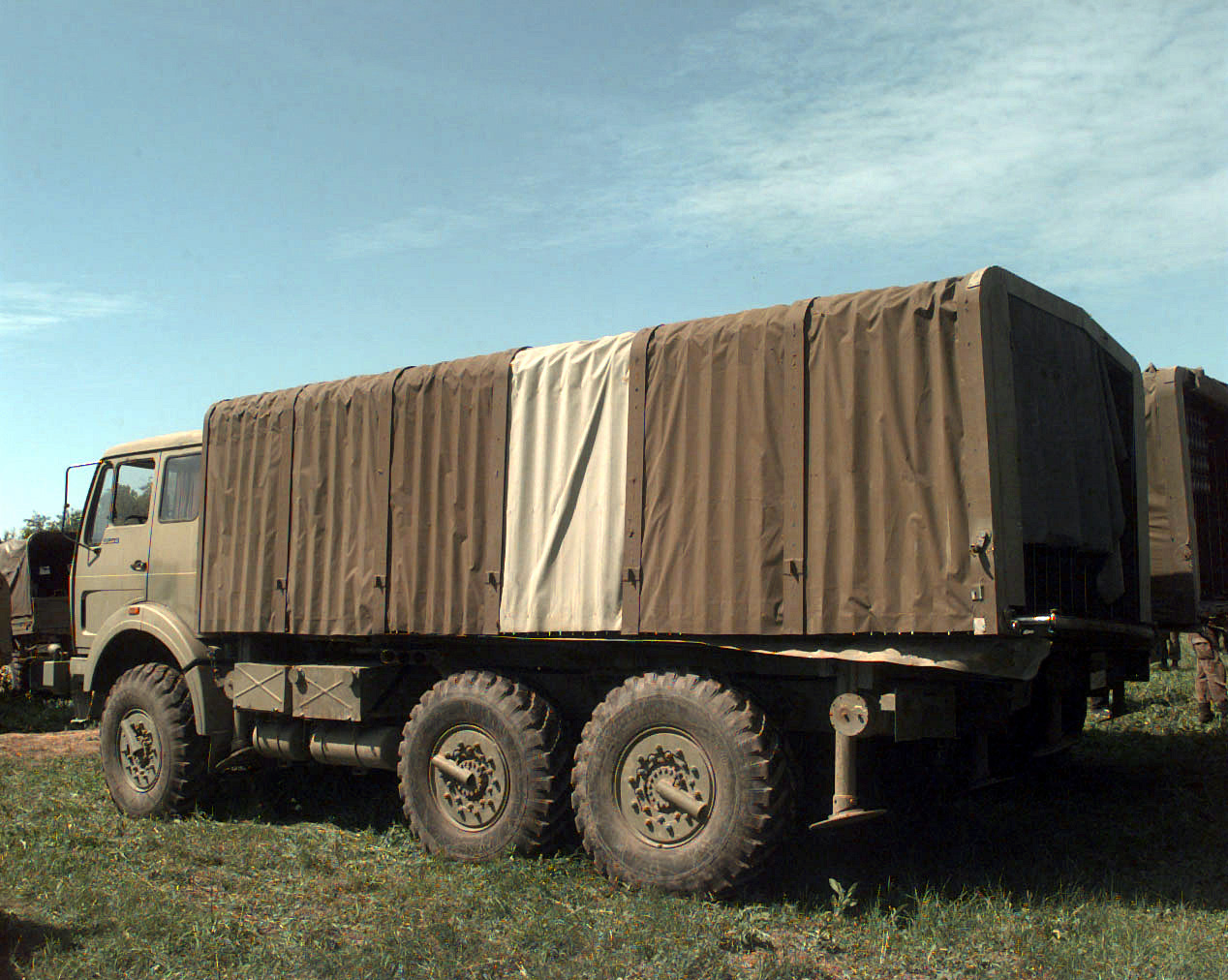
РСЗВ «M-77 Oganj» Війська Республіки Сербської

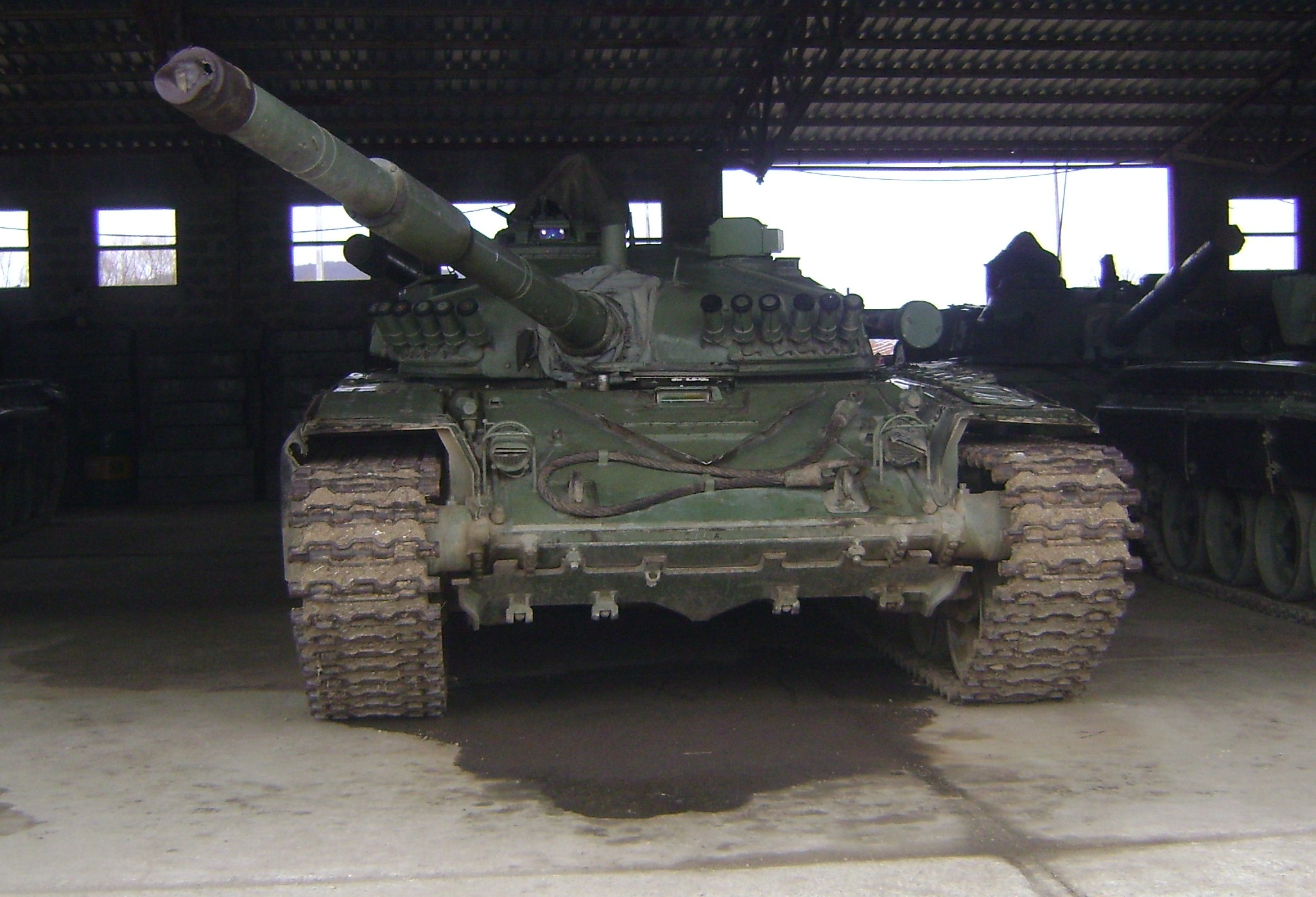
M-84 ВРС

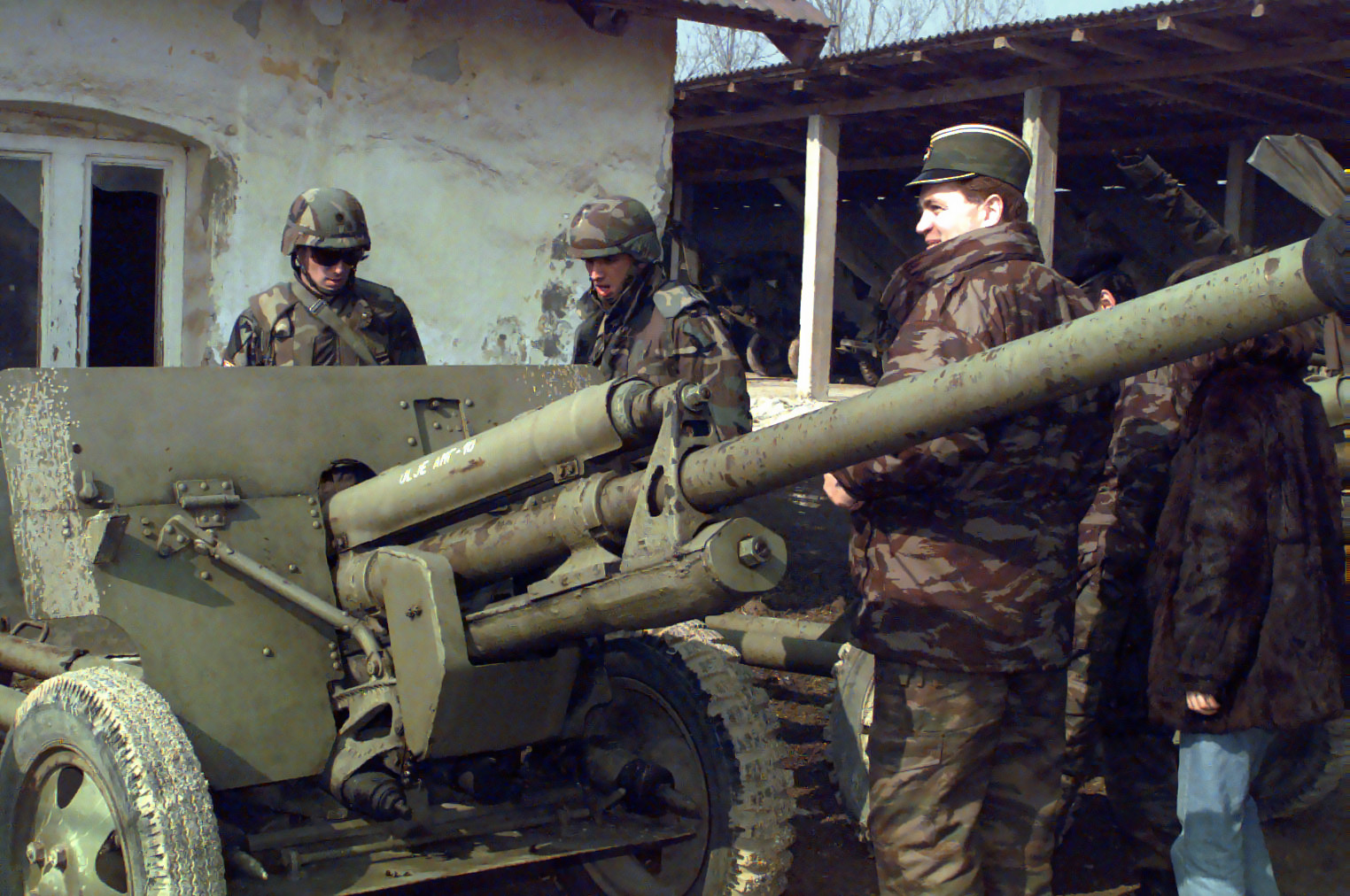
ЗІС-3 армії боснійських сербів

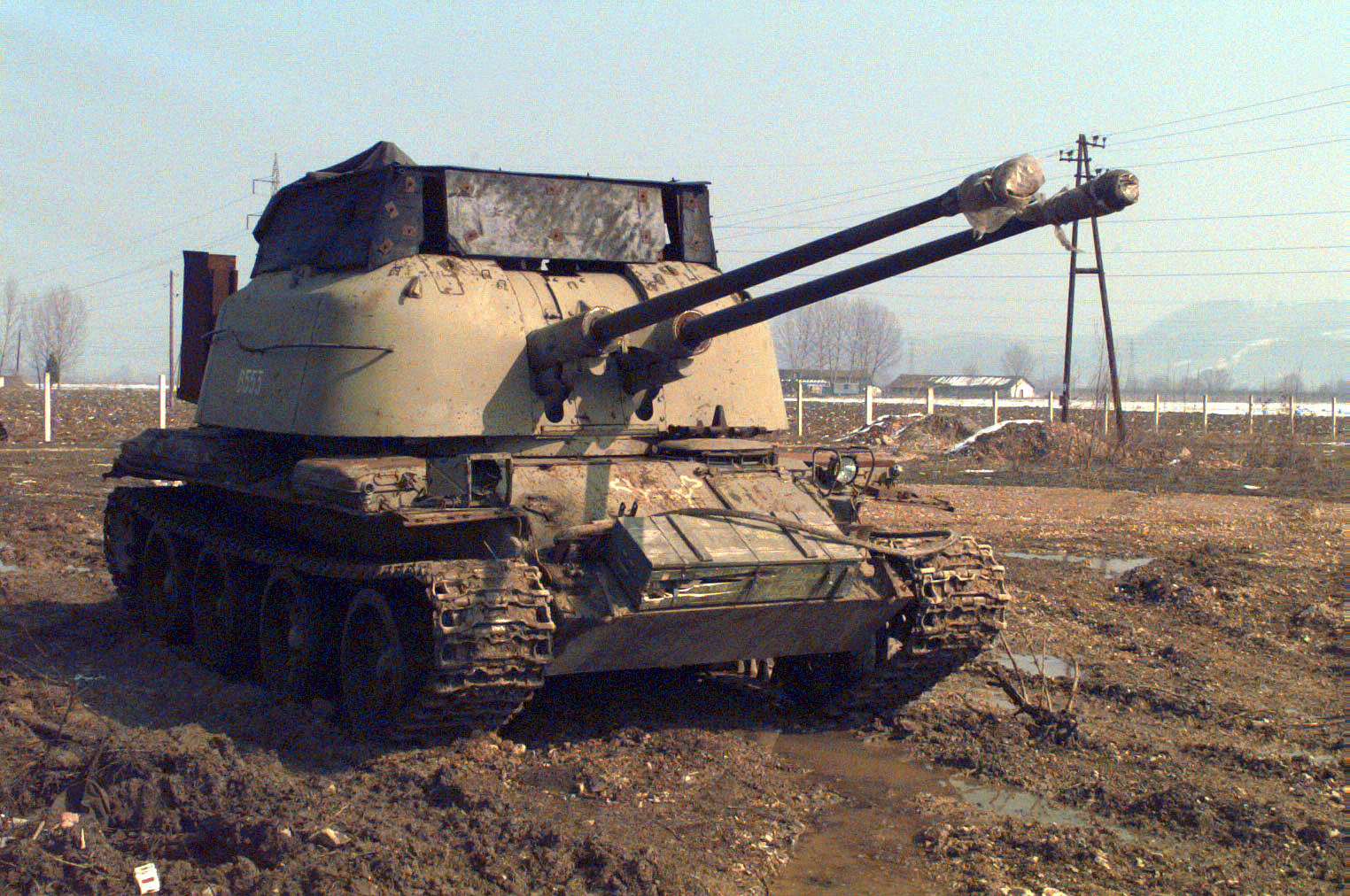
ЗСУ-57-2

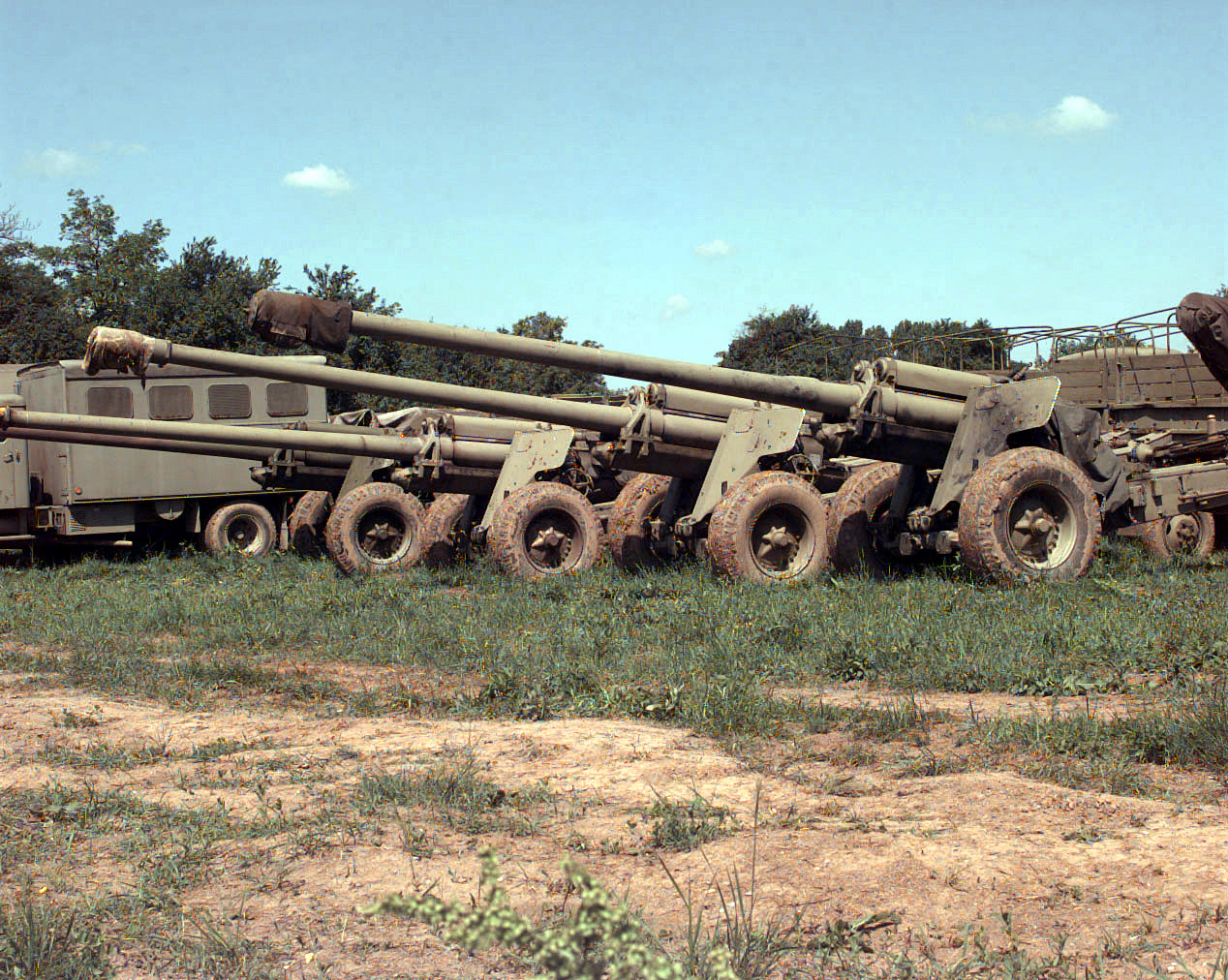
М-46

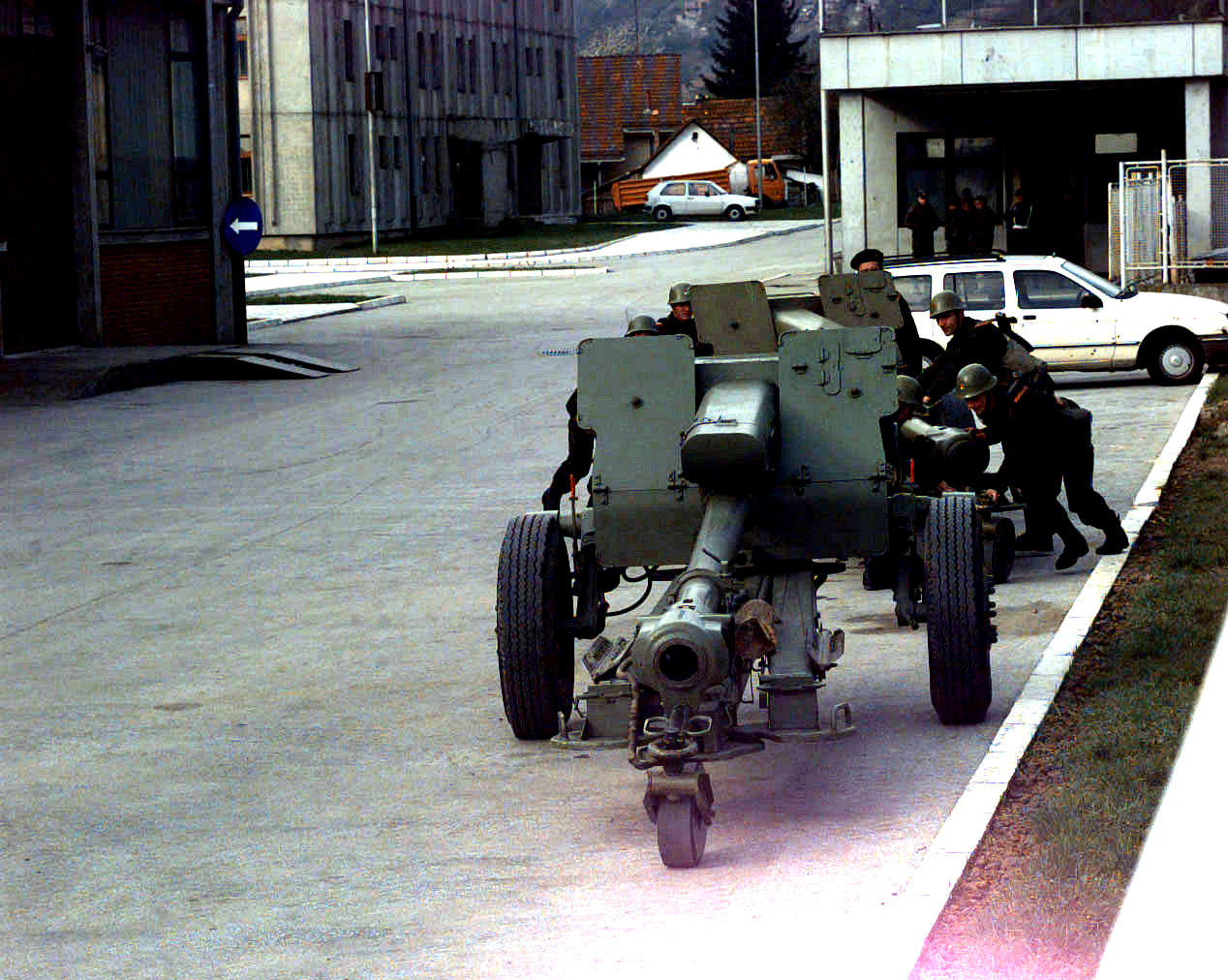
Д-30

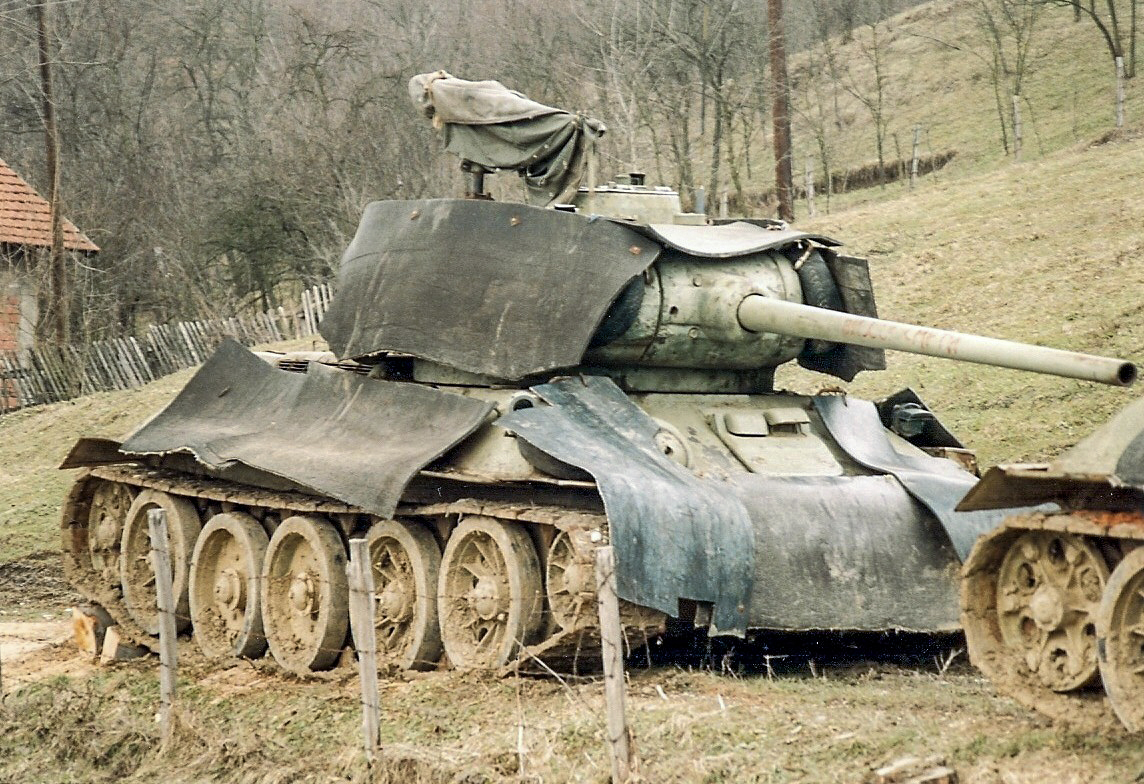
Т-34

### 1993
- 1-й Країнський корпус – Баня-Лука
- 2-й Країнський корпус (Дрвар)
- 3-й корпус (Бієліна)
- Східнобоснійський корпус (Хан-Песак)
- Герцеговинський корпус (Білеча)

### 1995
- 1-й Країнський корпус (Баня-Лука)
- 2-й Країнський корпус (Дрвар)
- Східнобоснійський корпус (Бієліна)
- Сараєвсько-Романійський корпус (Пале)
- Дрінський корпус (Хан-Песак)
- Герцеговинський корпус (Білеча)

### 2001
- 1-й корпус (Баня-Лука)
- 3-й корпус (Бієліна)
- 5-й корпус (Соколац)
- 7-й корпус (Білеча)

## Оснащення

### Танки і бронемашини
- M-84
- Т-55
- Т-34
- BVP M-80
- OT M-60
- БТР-50
- BOV

### Причіпна артилерія
- M-56
- Д-30
- М-30
- М-46
- Д-20
- M-84
- М-1
- ЗІС-3

### Самохідна артилерія
- 2С1 «Гвоздика»

### Реактивні системи залпового вогню
- M-63 Plamen
- M-77 Oganj
- M-87 Orkan

### ПТКР
- «Малютка» і «Конкурс»

### Протитанкові гармати
- Т-12

### Зенітні гармати
- ЗСУ-57-2
- М53/59 «Прага»
- BOV-3
- ЗУ-23

### ПЗРКізенітні ракети
- Стріла-2
- Ігла
- ЗРК «Куб»
- Стріла-1

### Стрілецька зброя
- Zastava M70
- Zastava M72
- Zastava M84
- Zastava M76
- Heckler & Koch MP5
- Оса
- M80 Zolja

## ВПСРС
Раніше відомі під назвою «Військова авіація і ППО Війська Республіки Сербської» (серб. Ратно ваздухопловство и противваздушна одбрана Војске Републике Српске) або «ВПС і ППО ВРС». Починаючи з 1 червня 2004 Повітряні сили Республіки Сербської офіційно називалися «Перший полк авіації та протиповітряної оборони Війська Республіки Сербської».